# Better the Devil You Know
«Better the Devil You Know» es una canción escrita y producida por Stock, Aitken & Waterman para el tercer álbum de estudio de la cantante australiana Kylie Minogue, Rhythm of Love (1990).

## Historia y lanzamiento
«Better the Devil You Know» fue lanzado como el primer sencillo de Rhythm of Love y el videoclip la ayudó a dejar su imagen de chica inocente y transformarse en, como fue determinada por los medios y críticos musicales, "Sex-Kylie"
El lanzamiento del sencillo marcó un hito en la carrera de Minogue. Tomando el control de su imagen, la cantante inició la nueva década con una nueva apariencia y un nuevo sonido.
«Better the Devil You Know» debutó en el puesto número cinco de las listas británicas. La siguiente semana subió al puesto número dos y se convierte en su décimo top cinco en Gran Bretaña y el duodécimo en el mundo.
La letra de la canción llamó la atención del músico de culto Nick Cave, quien consideró que escondía un mensaje muy duro, el cual ganada connotaciones aún más inquietantes por la voz dulce de su intérprete. Por esta razón, en 1996 Cave invitó a Minogue a grabar juntos la canción "Where the Wild Roses Grow".

## Videoclip
El videoclip de «Better the Devil You Know» fue dirigido por Paul Goldman. El videoclip destacó a Minogue por su leve insinuación sexual en escenas con un hombre de raza negra, quien jugó el rol de su amante. Esto causó un poco de controversia ya que Minogue se presentaba aquí mucho más madura que en épocas más tempranas, por ejemplo «I Should Be So Lucky» (1987) que fue retratado como su videoclip más inocente hasta ese momento. 
En el videoclip se le puede ver a Minogue bailando más sugestivamente que en sus anteriores trabajos. En este videoclip también puede verse el baile llamado voguing. Este tipo de baile fue el que hizo popular la cantante estadounidense Madonna en su éxito mundial «Vogue» (1990). La presencia de Madonna haciendo este baile influenció a Minogue en bailar este estilo.

## Lista de canciones y formatos
CD sencillo
1. «Better the Devil You Know» – 3:52
2. «Better the Devil You Know» (Mad March Hare Mix) – 7:09
3. «I'm Over Dreaming (Over You)» (7" Mix) – 3:21

7" sencillo
1. «Better the Devil You Know» – 3:52
2. «I'm Over Dreaming (Over You)» (7" Mix) – 3:21

12" sencillo
1. «Better the Devil You Know» (Mad March Hare Mix) – 7:09
2. «I'm Over Dreaming (Over You)» (Extended Mix) – 4:54

## Posicionamiento en listas
| País y lista                        | Posición más alta |
| ----------------------------------- | ----------------- |
| Alemania (GfK)                      | 24                |
| Argentina (Monitor Latino)          | 1                 |
| Australia (ARIA Charts)             | 4                 |
| Austria (Ö3 Austria Top 40)         | 27                |
| Bélgica (Ultratop 50 Singles)       | 5                 |
| Canadá (Canada Hot 100)             | 3                 |
| Costa Rica (Monitor Latino)         | 1                 |
| Dinamarca (IFPI)                    | 6                 |
| España (AFYVE)                      | 12                |
| Europa (European Hot 100 Singles)   | 6                 |
| Finlandia (Suomen virallinen lista) | 7                 |
| Francia (SNEP)                      | 13                |
| Gran Bretaña (UK Singles Chart)     | 2                 |
| Honduras Top Singles                | 22                |
| Irlanda (Irish Singles Chart)       | 4                 |
| Nueva Zelanda (Recorded Music NZ)   | 27                |
| Suecia (Sverigetopplistan)          | 13                |
| Suiza (Schweizer Hitparade)         | 21                |

## Otras versiones
Otra versión de esta canción fue hecha por el cantautor australiano Penny Flanagan en 1997, el grupo pop Steps en 1999, llegando a la posición más alta número cuatro en el UK Top 40 y por el grupo británico de pop Atomic Kitten a comienzos del 2000. En el año 2009, el grupo europeo Village Boys grabó una versión de este tema.
- Datos: Q794270